# Wahlkreis Pirna II
Der Wahlkreis Pirna II war ein Landtagswahlkreis zur Landtagswahl in Sachsen 1990, der ersten Landtagswahl nach der Wiedergründung des Landes Sachsen. Er hatte die Wahlkreisnummer 36. Für die Landtagswahlen 1994 und 1999 wurde die Wahlkreisstruktur verändert. Das Gebiet des Wahlkreises Pirna II wurde Teil der Wahlkreise Sächsische Schweiz 1 und Sächsische Schweiz 2.
Der Wahlkreis umfasste folgende 44 Gemeinden des Landkreises Pirna: Bad Gottleuba, Bad Schandau, Bahratal, Berggießhübel, Bielatal, Borna-Gersdorf, Börnersdorf-Breitenau, Burkhardswalde, Cotta, Cunnersdorf, Döbra, Dohma, Dohna, Friedrichswalde-Ottendorf, Goes, Gohrisch, Göppersdorf, Gorknitz, Großröhrsdorf, Heidenau, Königstein (Sächsische Schweiz), Köttewitz-Krebs, Krippen, Langenhennersdorf, Leupoldishain, Liebstadt, Maxen, Meusegast, Mühlbach, Naundorf, Nentmannsdorf-Niederseidewitz, Oelsen, Papstdorf, Pfaffendorf, Porschdorf, Prossen, Rathmannsdorf, Reinhardtsdorf-Schöna, Röhrsdorf, Rosenthal, Struppen, Thürmsdorf, Waltersdorf und Weesenstein. Die übrigen Gemeinden des Landkreises wurden über den Wahlkreis Pirna I (35) erfasst.

## Ergebnisse
Die Landtagswahl 1990 fand am 14. Oktober 1990 statt und hatte folgendes Ergebnis für den Wahlkreis Pirna II:
| Direktkandidat    | Partei (Kürzel) | Erststimmen (%) | Zweitstimmen (%) |
| ----------------- | --------------- | --------------- | ---------------- |
| Martin Jacob      | DA              | 03,8            | 01,1             |
| Wolfgang Madai    | CDU             | 58,7            | 62,2             |
|                   | Chr. L          | –               | 00,4             |
|                   | DBU             | –               | 00,6             |
| Christian Lehmann | DSU             | 05,6            | 04,2             |
| Holger Wendt      | F.D.P.          | 04,3            | 03,4             |
| Ulrich Dreihaupt  | LL-PDS          | 09,3            | 08,8             |
|                   | NPD             | –               | 01,1             |
| Jörg Kuleßa       | FORUM           | 05,8            | 04,2             |
|                   | RAP             | –               | 00,2             |
|                   | SHB             | –               | 00,1             |
| Wolfgang Marcus   | SPD             | 12,6            | 13,8             |

Es waren 44.851 Personen wahlberechtigt. Die Wahlbeteiligung lag bei 76,9 %. Von den abgegebenen Stimmen waren 3,4 % ungültig. Als Direktkandidat gewählt wurde Wolfgang Madai (CDU). Er erreichte 58,7 % aller gültigen Stimmen.